# Собор Успения Пресвятой Богородицы на Бугровском кладбище
Собор Успения Пресвятой Богородицы — старообрядческий православный храм в Нижнем Новгороде на Бугровском (Красном) кладбище, кафедральный собор Нижегородско-Владимирской епархии Русской православной старообрядческой церкви.

## История
Церковь была построена в 1914—1916 годах по проекту архитектора Владимира Покровского, но отделка интерьера не была завершена из-за революционных событий. Строилась как храм «господствующей» (новообрядческой) церкви.
В 1925 году одна из общин Нижнего Новгорода, относившаяся к патриаршей церкви, заключила договор о пользование зданием и обустроила помещение нижнего (подвального) этажа для богослужений. Однако в 1934 году власти изъяли помещение у общины и передали его обновленцам. В 1935 году в Горьком была закрыта патриаршая Покровская церковь, находившаяся в центре города, на Большой Покровской улице. Ее общине предоставили в «бесплатное и бессрочное пользование» пустовавший второй этаж церкви на окраинном Новом (Красном) кладбище (ныне по ул. Пушкина). Верующие на свои средства провели большой объём работ по отделке храма, которые не были завершены из-за революции. В марте 1936 года Покровская патриаршая община начала богослужения на новом месте, однако летом 1939 года власти ликвидировали обновленческую церковь, занимавшую нижний этаж храма, и приступили к «осаде» патриаршей общины. Её обвиняли и в неуплате налогов, и в непроизводстве ремонта. Никакие обжалование и погашение задолженностей не помогли — 100 тыс. руб. налога власти города приняли, а закрытие церкви в январе 1941 года провели через Москву. В просторном помещении второго этажа, отделанном в 1935—1936 годах на средства православных, разместилась Горьковская чулочно-трикотажная фабрика.
Старообрядческой общине здание церкви было передано в середине 1960-х годов взамен снесённой летом 1965 года одноимённой старообрядческой церкви на улице Суетинке, из которой была перенесена вся утварь. Расходы на капитальный ремонт — настилку полов, установку дверей и оконных рам, устройство отопления — вновь переложили на верующих: фабрика выехала из здания, оставив, по существу, пустую «коробку».
В настоящее время настоятелем служит протоиерей Сергий Лаптев, вторым священником — протоиерей Михаил Шашков.